# Amos du Plooy

a Compétitions nationales et continentales officielles uniquement.

b Matchs officiels uniquement.
Abraham Johannes Jacobus du Plooy, plus connu sous le nom Amos du Plooy, né le 31 mai 1921 à Douglas et décédé le 17 mai 1980 à Thornhill au Canada, est un joueur de rugby à XV sud-africain, évoluant au poste de pilier.

## Carrière

### En club
- Eastern Province

### En équipe nationale
Il obtient sa première et unique cape le 6 août 1955 lors d'un match contre les Lions britanniques. En 1973 l'Italie effectue sa première grande tournée en Afrique du Sud, sous la direction d'Amos du Plooy.
- 1 sélection
- Sélection par saison :  1 en 1955.